# Al-Juzjaní
Abu-Amr Minhaj-ad-Din Uthman ibn Siraj-ad-Din Muhàmmad al-Juzjaní, més conegut senzillament com Al-Juzjaní o com a Minhaj-i Siraj (Firuzkuh, 1193 -Delhi després de 1265) fou un historiador afganès, cronista de la dinastia mameluca de l'Índia. Va servir a diversos sultans gúrides. Va servir després del 1226 al sobirà d'Uchch, Nàssir-ad-Din Kaba-Xah fins que fou enderrocat per Xams-ad-Din Iltutmix de Delhi el 1228 i llavors es va passar al conqueridor i el va acompanyar a Delhi, i després va servir al seu fill Nàssir-ad-Din Mahmud (1246-1265). La seva obra principal és la Tabakat-i Nasiri, escrita entre 1259 i 1260, principal font del sultanat de Delhi per aquesta època.